# 松下氏
松下氏（まつしたし）は、日本の氏族のひとつ。
- 伊豆国田方郡三津村の系統不詳の氏族[1]。
- 藤原北家利仁流斎藤氏一門で遠江国の都築氏の支流[1]。
- 信濃国の諏訪氏の支流[1]。
- 皇別の橘氏流浪華家の支流[1]。
- 肥前国彼杵郡の系統不詳の氏族[1]。
- その他に、薩摩国、大隅国、日向国の異流も多い[1]。
- 下記の本項で述べる。

松下氏（まつしたし）は、三河国碧海郡松下郷（現在の愛知県豊田市枡塚地区・矢作川の西岸）の氏族である。
戦国武将として有名なものに、豊臣秀吉が少年時代に仕えた松下之綱らを出した遠江国頭陀寺城主の松下氏がある。

## 系統
家系は諸説があり、通説の近江源氏佐々木氏一族六角氏の庶流である近江国・円山城主（現在の滋賀県近江八幡市）の西條氏から分かれたとする説と、秦氏の系統とする説がある。傍系として松平忠輝の姉婿で家老を勤めた花井吉成の花井氏と地下家の石川氏・山田氏がある。
その由来は、松下氏の祖にあたる西條高長はもともとは比叡山の衆徒であったが、下山して遠江国山名郡平河郷で還俗し、鎌倉時代末期に三河国碧海郡松下郷に移住し、これにより苗字を松下と名乗ってはじまったと伝わる。
三河の松下氏で最も有名なのは、安土桃山時代から江戸時代初期にかけて大名となった之綱の系統である。之綱は遠江久野城主16000石となった。之綱の子・重綱は久野から転封され、常陸小張城主となり、「小張松下流綱火」（国の重要無形民俗文化財に指定）を考案して、領民に伝えたと言われている。その後、下野烏山城主を経て陸奥二本松城主5万石となった。重綱の子・長綱は年齢を理由に陸奥三春城主になり、土佐藩主・山内忠義の娘・喜与（喜代、清とも）と婚姻するが、縁戚であった加藤明成・明利の改易に連座して改易され、以後は上総・伊豆に所領を持つ交代寄合旗本3000石として存続した。江戸時代の旗本であった松下家は13家を数えるほどである。子孫の松下加兵衛重光は幕末維新には、箱根戦争で、木更津脱藩藩主・林忠崇（昌之助）や小田原藩の軍と戦っている。子孫の長至（ながよし・松下家14代）は明治31年（1898年）、親族の侯爵・山内豊景や子爵・加藤明実、子爵・小笠原家の連名で、宮内大臣・田中光顕に対して男爵に推挙されたが、果たされなかった。なお、子孫は現在に至る。
他には、徳川家康の家臣、松下清景（井伊直政の継父）・松下安綱（常慶）兄弟がある。なお、清景・安綱の姉が先述の嘉兵衛之綱の妻であり、その子重綱の実母となっている。この清景の子孫の統は、越後（井伊）与板藩の家老を代々務めた。常慶は家康の信任厚く、子孫は、火付盗賊改方を務めている。子孫は現在に至る。
高知県には、土佐山内家の中老職を務めた之綱の弟・継綱の家系がある。また、荻野山中藩（神奈川県）の用人を務めた松下家（松下長範の子孫）では、幕末に松下祐信が出ている（厚木市）。子孫は現在に至る。